# Prosdocimo de Beldemandis
Prosdocimo de Beldemandis, latinizzato in Prosdocimus de Beldemandis (Padova, 1370-1380 – 1428) è stato un matematico, astronomo e teorico della musica italiano, noto per i suoi trattati musicali e per aver inaugurato la cattedra di astronomia all'Università di Padova.

## Biografia
Prosdocimo de Beldemandis, appartenente alla ricca e nobile famiglia padovana dei Beldomandi, si formò studiando le arti ('in artibus studens") dapprima all'Università di Bologna, e quindi nello Studio patavino, dove la sua presenza risulta attestata nell'aprile 1400 e nel luglio 1402. A Padova conseguì il titolo di Magister artium il 15 maggio 1409 e quello di Magister medicinae il 15 aprile 1411. Con nomina del 20 novembre 1422 iniziò a insegnarvi astronomia, il primo a ricoprire questa cattedra all'Università patavina.
Un manoscritto attesta anche il suo insegnamento di medicina e matematica, una notizia peraltro probabile data l'unitarietà, praticamente inscindibile, con cui erano tenute in considerazione le tre materie.
È noto soprattutto per alcuni trattati teorici sulla musica, soprattutto il Tractatus practice de musica mensurabili ad modum Italicorum, quello in cui manifesta maggiori profili di originalità, che fanno di lui una personalità di confine tra la musicologia medievale e quella rinascimentale.

## Opere
Teoria musicale
- Expositiones tractatus practice cantus mensurabilis Johannis de Muris compilatae, 1404?
- Tractatus practice cantus mensurabilis, 1409?
- Brevis summula proportionum quantum ad musicam pertinet, 1409?
- Contrapunctus, Montagnana, 1412
- Tractatus practice mensurabilis ad modum Ytalicorum, Montagnana, 1412
- Tractatus plane musice, Montagnana, 1412
- Parvus tractatulus de modo monochordum dividendi, Padova, 1413
- Tractatus de proportionibus numerorum, 1412
- Opusculum contra theoricam partem sive speculativam lucidarii marchetti patavini
- Tractatus musice speculative, 1425

Matematica e geometria
- Canon in quo docetur modus componendi et operandi tabula quandam, Padova, 1409 o 1419
- Algorismus de integris sive pratica arismetrice de integris, Padova, 1410
- De parallelogramo

Astronomia
- Brevis tractatulus de electionibus secundum situm lune in suis 28 mansionibus, Montagnana, 1413
- Scriptum super tractatu de spera Johannis de Sacrobosco, Padova, 1418
- Canones de motibus corporum supercelestium, Padova, 1424
- Tabule mediorum motuum, equationum, stationum et latitudinum planetarum, elevationis signorum, diversitatis aspectu lune, mediarum coniunctionum et oppositionum et latitudinem civitatum
- Stelle fixe verificate tempore Alphonsi
- Canon ad inveniendum introitus lune in quodlibet signorum in zodiaco
- Compositio astrolabii
- Astrolabium

### Manoscritti
- Ms. 689, Einsiedeln, Stiftsbibliothek (Monocordo, summula)
- Ms. A 56, Bologna, Civico Museo Bibliografico Musicale (Tractatus de contrapuncto, Monocordo, summula)
- Ms. D 39, Catania, Biblioteche riunite Civica ed Ursino Recupero (Monocordo, summula)
- Ms. 252, Cremona, Biblioteca Governatoria (Tractatus de contrapuncto)
- Ms. Ashburnam 206, Firenze, Biblioteca Laurenziana. (Monocordo, summula)
- Ms. 359, Lucca Biblioteca Governatoria (Monocordo, summula)
- Ms. Vat. Lat. 5321, Roma, Biblioteca Vaticana, origine italiana, XV secolo, f. 9v (Tractatus de contrapuncto), f. 20r-22r (De proprietatibus numerorum)